# USA's førstedame
USA's førstedame (First Lady of the United States forkortet FLOTUS) er den uofficielle titel på den højest rangerede kvinde i Det Hvide Hus i USA, som oftest præsidentens hustru. Nuværende førstedame er Melania Trump, Donald Trumps kone.
Flere gange er rollen blevet udfyldt af kvinder som ikke har været præsidentens kone (eksempelvis de gange hvor den siddende præsident var enkemand), da oftest præsidentens ældste datter. James Buchanan er den eneste præsident i USA's historie som ikke har været gift, og i hans regeringstid blev rollen udfyldt af hans niece, Harriet Lane. Da William McKinley var præsident, fungerede vicepræsident Garrent Hobarts kone, Jennie Hobart, i rollen i en periode. Chelsea Clinton fungerede i en periode i slutningen af faren Bill Clintons præsidentskab som førstedame, da Hillary Clinton stillede til valg som senator.
Nulevende (2025) tidligere førstedamer er Hillary Clinton, Laura Bush, Michelle Obama og Jill Biden. Andre notable førstedamer tilbage i historien har været Jacqueline Kennedy og Eleanor Roosevelt, henholdsvis John F. Kennedy og Franklin D. Roosevelts koner.
Vicepræsidentens ægtefælle kaldes ofte andendame eller andenherre